# Fabrasia cubana
Fabrasia cubana là một loài bọ cánh cứng trong họ Ptinidae. Loài này được Zayas miêu tả khoa học năm 1988.